# Irène Codréano
Pour les articles homonymes, voir Codreanu.
Irène Codréano (Irina Codreanu ou Irène Codreanu), née le 17 juillet 1896 à Bucarest et morte le 12 janvier 1985 à Nogent-sur-Marne, est une sculptrice roumaine.

## Biographie
Irène Codréano, née Irina Codreanu, étudie trois ans à l'Académie des beaux-arts de Bucarest, de 1915 à 1918, elle a pour maîtres Dimitri Serafim, Ipolit Strâmbu et Cecilia Cuțescu-Storck. En juillet 1918, elle part pour Paris avec sa sœur la danseuse Lizica Codreanu (1901-1993), et devient élève d'Antoine Bourdelle à l'Académie de la Grande Chaumière jusqu'en 1924. Elle rencontre d'autres élèves de Bourdelle dont Marguerite Cossacéanu-Lavrillier, Athanase Apartis, et Alberto Giacometti. Elle fait la connaissance de Constantin Brâncuși vers 1922 et devient son assistante.
Elle se spécialise dans les portraits et expose ses œuvres au Salon d'Automne de 1921 à 1945, au Salon des Tuileries de 1923 à 1948, ainsi qu'aux expositions de l'Union des femmes peintres et sculpteurs de 1945 à 1970.

## Œuvres
Trois œuvres dans les collections du Centre national des arts plastiques.
D'autres œuvres sont conservées au Musée des Années Trente (Boulogne-Billancourt), dont le Portrait de Daria Gamsaragan (1902-1986), (1926, bronze, 41 × 23 × 21 cm, Inv. 96-9-7), ainsi qu'au Mnam.
Un grand nombre de ses sculptures sont conservées à Bucarest en Roumanie.